# Spring Grove, Wisconsin
Spring Grove là một thị trấn thuộc quận Green, tiểu bang Wisconsin, Hoa Kỳ. Năm 2010, dân số của thị trấn này là 843 người.